# Kirchdorf im Wald
Kirchdorf im Wald là một đô thị ở huyện Regen bang Bayern thuộc nước Đức.